# سوفی اورورک
سوفی اورورک (انگلیسی: Sophie O'Rourke؛ زادهٔ ۳ ژوئن ۱۹۹۹) بازیکن فوتبال اهل انگلستان است که در پست مدافع برای چارلتون اتلتیک بازی می‌کند.